# Szkoła Karabasza
Szkoła Karabasza – formacja artystyczna obecna w polskim kinie dokumentalnym w latach 60. XX wieku, którą zainicjował film Kazimierza Karabasza Muzykanci (1960). Wedle założeń owego nieformalnego nurtu realizator filmu nie powinien uciekać się do inscenizacji, lecz ograniczać się do wnikliwej obserwacji otaczającej go rzeczywistości. Bohaterami filmów ze szkoły Karabasza byli zazwyczaj prości ludzie. Do szkoły Karabasza zalicza się takich twórców jak Władysław Ślesicki, Andrzej Trzos-Rastawiecki, Krystyna Gryczełowska i Danuta Halladin.

## Historia nurtu
Za formacyjny początek szkoły Karabasza przyjmuje się jego film Muzykanci (1960). Karabasz doprowadził w nim do zakwestionowania dotychczasowych zasad tworzenia filmów dokumentalnych w Polsce. Ówczesne kamery, za pomocą których rejestrowano rzeczywistość, były ciężkie i przesuwane na szynach, co zwykle wymagało przekształcenia świata przedstawianego na ekranie. Typowa dla polskich dokumentów lat 50. XX wieku była też ideologizacja przekazu za pomocą obowiązkowego komentarza zza kadru. Karabasz tymczasem zrezygnował całkowicie z komentarza głosowego, dokonał też udanej próby synchronizacji dźwięku i obrazu. Operator Muzykantów, Stanisław Niedbalski, skonstruował górne oświetlenie planu, zamiast używać doświetlania reflektorami bocznymi. W efekcie dziewięciominutowy materiał końcowy o próbie orkiestry amatorskiej wyróżniał się niespotykaną dotąd formą. Za kolejne pionierskie osiągnięcie Karabasza uchodzi pełnometrażowy dokument Rok Franka W. (1967), oparty na rocznej obserwacji portret młodzieńca z Ochotniczego Hufca Pracy. Choć film wyróżniał się bezstronnością i brakiem nachalnej ingerencji w losy bohatera (jedynym elementem narracji zza kadru były listy czytane przez głównego bohatera), premiera Roku Franka W. zbiegła się niefortunnie z wydarzeniami marcowymi 1968 roku. Albowiem, jak pisze Tadeusz Lubelski, „Ochotnicze Hufce Pracy zaczęły się kojarzyć z wymierzonymi w studentów represjami”.
Stylem podobnym do metody Karabasza, opartym na pieczołowitej dokumentacji, poprawkach w scenopisie oraz długim czasie kręcenia materiału zdjęciowego, posługiwał się Władysław Ślesicki w swoim pierwszym spełnionym dziele Płyną tratwy (1962). Prosta historia początkującego flisaka dokonującego spławu drewna rzeką została ukazana środkami, które Piotr Pławuszewski opisywał następująco: „całkowita naturalność scenerii, brak pierwiastka aktorskiego […], »utkanie« opowieści niemal wyłącznie z takich sytuacji, które bohatera odmalowują w trakcie mocno angażujących go działań”. Swoją metodę Ślesicki rozwijał w filmach takich jak wnikliwe studium etnograficzne taboru polskich Romów Zanim opadną liście (1964) oraz reinterpretacja słynnej anglojęzycznej wystawy fotograficznej Family of Men pod tytułem Rodzina człowiecza (1966). Do naśladowców metody Karabasza zalicza się też Krystynę Gryczełowską, autorkę takich filmów, jak Wtorki, czwartki i soboty (1965) oraz portret codzienności robotnicy fabrycznej 24 godziny z życia Jadwigi L. (1967). Tematykę wiejską, tak jak u Karabasza, podejmowała niekiedy Danuta Halladin. We Wsi nad Bugiem (1965) Halladin ukazywała wpływ przemian modernizacyjnych na mieszkańców wsi. Halladin specjalizowała się jednak w kinie dziecięcym, największe laury zbierając za film Moja ulica (1965), w którym dzieci opowiadały o swym życiu na jednej z warszawskich ulic.
Nurt zwany „szkołą Karabasza” od wydarzeń marcowych 1968 roku stopniowo tracił na znaczeniu. Nowe młode pokolenie dokumentalistów, wśród których znajdowali się Tomasz Zygadło oraz Krzysztof Kieślowski, zajmowało bardziej radykalną postawę od Karabasza i jego naśladowców, zrezygnowało też z liryzmu na rzecz bezpośredniej i publicystycznej retoryki.